# Carnival Sunrise
Die Carnival Sunrise ist ein Post-Panamax-Kreuzfahrtschiff der US-amerikanischen Reederei Carnival Cruise Line. Sie basiert auf der Carnival Destiny und ist das Typschiff der Triumph-Klasse. Bis zum Umbau im März 2019 wurde das Schiff als Carnival Triumph betrieben und wurde durch seine Havarie im Februar 2013 international bekannt.

## Geschichte

### Bau und Indienststellung
Das Schiff wurde auf der italienischen Werft Fincantieri in Monfalcone als Carnival Triumph gebaut. Die Kiellegung erfolgte im Jahr 1998, am 25. September 1998 wurde sie ausgedockt und am 11. Juli 1999 an Carnival Cruise Lines abgeliefert. Das Schiff lief am 19. Juli 1999 zur ersten Kreuzfahrt aus. Nach der Taufe durch Madeleine Arison am 25. Juli 1999 in New York lief es am 27. Juli 1999 zur Jungfernfahrt aus.

### Umbau
Von März 2019 bis April 2019 wurde das Schiff für 200 Millionen Dollar bei Navantia in Cadiz umgebaut. Unter anderem wurde das Schiff mit einem Ducktail ausgestattet. Im März 2019 wurde es in Carnival Sunrise umbenannt. Während des Umbaus wurde das Schiff durch einen Brand beschädigt. Am 23. Mai 2019 wurde das Schiff in New York getauft.

## Zwischenfälle

### Zwischenfall 2012
Das Schiff war von US-Behörden am 30. März 2012 kurzfristig im Hafen von Galveston als Pfand für Schadensersatzforderungen an das Unternehmen beschlagnahmt worden. Die Forderung basierte auf der Havarie der Costa Concordia der Costa Crociere, wie auch Carnival Cruise Line eine Tochtergesellschaft der Carnival Corporation. Die Carnival Triumph durfte, nachdem die Parteien sich geeinigt hatten, kurz darauf den Hafen wieder verlassen.

### Zwischenfall 2013
Während einer viertägigen Kreuzfahrt im Golf von Mexiko brach am 10. Februar 2013 im hinteren der beiden Maschinenräume der Carnival Triumph ein Feuer aus. Zu diesem Zeitpunkt befand sich das Schiff mit 3.143 Passagieren und 1.086 Besatzungsmitgliedern an Bord etwa 240 Kilometer vor der mexikanischen Yucatán-Halbinsel. Obwohl der Brand durch die bordeigenen Systeme gelöscht werden konnte, fielen Hauptenergieversorgung und Antriebe aus. Die wichtigsten Bordsysteme konnten über die Notstromversorgung weiter betrieben werden.
Neben den Schleppern Resolve Pioneer und Dabhol erreichen am Nachmittag auch die Carnival Elation und die Carnival Legend das havarierte Schiff und leisteten Unterstützung. Nachdem die sanitären Anlagen und die Stromversorgung teilweise wieder in Betrieb genommen werden konnten, sahen erste Planungen vor, das Schiff zur Reparatur nach Progreso de Castro zu schleppen.
Da die Carnival Triumph durch starke Strömungen um etwa 160 Kilometer weiter nach Norden abgetrieben war, entschied man sich, das Schiff mit Hilfe eines weiteren Schleppers in den Hafen von Mobile (Alabama) zu bringen. Nachdem durch Strömung und starken Wind die Schlepptrossen mehrmals gebrochen waren, erreichte der Schleppzug erst am Abend des 14. Februar den Hafen von Mobile. Am Morgen des 15. Februar konnten die Passagiere von Bord der Carnival Triumph gehen. Um die entstandenen Schäden zu begutachten und zu beheben, wurde das Schiff später zu der Werft BAE Southeast Shipyards verholt. Die Reederei sagte alle Reisen des Schiffes bis Mitte April 2013 ab. Die Ursache des Brandes war auf den Bruch einer Treibstoffleitung im Bereich des Maschinensatzes 6 zurückzuführen. Austretendes Schweröl hatte sich dort an heißen Baugruppen entzündet.
Bei den Reparaturarbeiten bei der Werft löste sich die Carnival Triumph vom Pier, trieb mehrere Stunden im Hafen und beschädigte andere Schiffe, bis sie von einem Schlepper wieder eingefangen wurde. Die Reparaturarbeiten wurden anschließend nicht mehr in der Werft, sondern am Alabama Cruise Terminal fortgesetzt.

## Ausstattung
Das Schiff verfügt über acht Penthouses, 40 Suiten und 428 Kabinen mit Balkon. Dazu kommen noch 326 Außenkabinen ohne Balkon, 519 Innenkabinen und 540 Kabinen für die Besatzung.

## Einsatz
Das Schiff wird von unterschiedlichen Basishäfen am Golf von Mexiko und der amerikanischen Atlantikküste auf Routen in der westlichen und östlichen Karibik eingesetzt.